# Epicterodes
Epicterodes là một chi bướm đêm thuộc họ Geometridae.